# James Coburn
James Coburn (31. srpna 1928, Laurel, Nebraska, USA – 18. listopadu 2002, Beverly Hills, Kalifornie) byl americký herec irsko-švédského původu.
Od mládí hrál ochotnicky divadlo, studoval dramatické umění na dvou kalifornských univerzitách a později i soukromě v New Yorku. Během 2. světové války narukoval a sloužil jako radista. Po válce začal hrát nejprve v kalifornském San Diegu, později i na newyorské Broadwayi, vystupoval také v reklamách. V 50. letech 20. století začal hrát i ve filmu, zpočátku se jednalo drobnější či epizodní role zejména ve westernech. Předurčovala ho k tomu především ostře řezaná tvář a štíhlá postava.
Největší slávu a všeobecnou známost mu přinesla role neohroženého pistolníka a vrhače nožů Britta ve světoznámém westernu Sedm statečných. I později hrál často pistolníky, kriminálníky, dobrodruhy a detektivy v různých dobrodružných, špionážních a kriminálních filmech. V roce 1998 se dočkal i Oscara za vedlejší roli alkoholického otce ve filmovém dramatu Utrpení.
Patřil mezi propagátory filmového kaskadérství a asijských bojových umění, obdivoval automobilové závodění a orientální filosofii. V závěru života se uplatnil také jako moderátor a průvodce dokumentárních filmů s touto tematikou. Zemřel ve věku 74 let na infarkt.

## Filmografie, výběr
- 2002 Sněžní psi (Snow Dogs) – James 'Thunder Jack' Johnson
- 2002 Ten kluk bude točit (Kid Stays In the Picture, The) – sám sebe
- 2001 Příšerky s.r.o (Monster Inc.) – Mr. Waternoose
- 2001 Texas Rangers (Texas Rangers) – vypravěč
- 2001 Vězeň (Proximity) – Jim Corcoran
- 2000 Otcova muka (Missing Pieces) – Atticus Cody
- 1999 Odplata (Payback) – Justin Fairfax
- 1997 Druhá občanská válka (Second Civil War, The) – Jack Buchan
- 1996 Likvidátor (Eraser) – WitSec Chief Beller
- 1994 Maverick (Maverick) – Commodore Duvall
- 1993 Sestra v akci 2 (Sister Act 2: Back in the Habit) – pan Crisp
- 1992 Hráč (The Player) – sám sebe
- 1991 Hudson Hawk (Hudson Hawk) – George Kaplan
- 1990 Mladé pušky 2 (Young Guns II.) – John Simpson Chisum
- 1981 Krásky (Looker) – John Reston
- 1978 Apartmá v Kalifornii (California Suite)
- 1978 Formule jedna (Formula uno, febbre della velocitá) – sám sebe
- 1977 Železný kříž (Cross of Iron) – Unteroffizier / Feldwebel Rolf Steiner
- 1975 700 mil v sedle (Bite the Bullet) – Luke Matthews
- 1973 Pat Garrett a Billy the Kid (Pat Garrett and Billy the Kid) – Sheriff Pat Garrett
- 1971 Kapsy plné dynamitu (Giù la testa) – John H. Mallory
- 1966 Vyloupení banky v L.A. (Dead Heat on a Merry-Go-Round) – Eli Kotch
- 1965 Major Dundee (Major Dundee) – Samuel Potts
- 1963 Velký útěk (Great Escape, The) – Flying officer Louis Sedgwick "The Manufacturer"
- 1963 Šaráda (Charade) – Tex Panthollow
- 1962 Peklo je pro hrdiny (Hell Is for Heroes) – Cpl. Henshaw
- 1960 Sedm statečných (The Magnificent Seven) – Britt
- 1955 Příběhy Alfreda Hitchcocka (Alfred Hitchcock Presents) – Andrews